# Anastasia von Hohenklingen
Anastasia von Hohenklingen († 4. November 1429 in Zürich) war von 1412 bis 1429 Fürstäbtissin des Fraumünsterklosters in Zürich und damit die Herrin der Stadt.

## Leben
Anastasia von Hohenklingen war die Tochter des Freiherrn Walter von Hohenklingen und der Gräfin Kunigunde von Fürstenberg. Ihre Schwester Johanna war Äbtissin des Damenstifts Säckingen.
Anastasia ist ab 1398 Konventfrau am Fraumünster und wurde 1412 zur Äbtissin erwählt. Die bischöfliche Weihe erhielt sie vor Ende Februar 1413. Vier Jahre später erneuerte sie die Statuten der Fraumünsterabtei. Während ihrer Regentschaft musste sie aus wirtschaftlichen Gründen zahlreiche Ländereien verkaufen und belehnen.